# ژمگانگ
ژمگانگ (به لاتین: Zhemgang) یک منطقهٔ مسکونی در بوتان (کشور) است که در Zhemgang District واقع شده‌است. ژمگانگ ۲،۳۳۲ نفر جمعیت دارد.